# Aceite de oliva sin filtrar

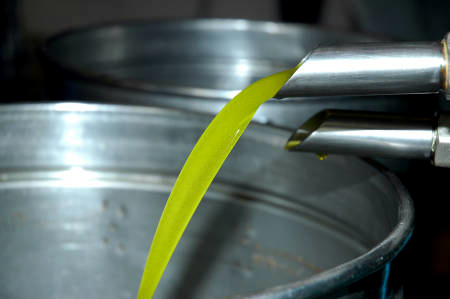
El aceite de oliva sin filtrar es de aspecto más opaco y turbio que el filtrado.

El aceite turbio, aceite en rama o aceite nuevo (en italiano: olio nuovo, en portugués: azeite novo, etc.), más técnicamente aceite sin filtrar, es aquel aceite de oliva que no ha pasado por el proceso de refinado por el que pasa la mayoría de la producción. El refinado consiste en eliminar las impurezas o residuos derivados de prensar las aceitunas. El aceite de oliva sin filtrar tiene comparativamente una corta vida útil. Esto es debido a que las impurezas forman un poso en la botella (decantación) que tiende a fermentar el aceite. Además, al contener mayor proporción de humedad que el aceite filtrado, tiende a oxidarse más rápido. En cuanto al sabor, existe debate sobre si es prácticamente el mismo o si es más intenso, pues la materia no filtrada aporta matices amargos, picantes y afrutados.
Las impurezas que se retiran al filtrar el aceite son denominadas «borras» o «atrojos», y son restos de la propia aceituna, de su piel, su pulpa y su hueso, así como partículas de agua. El proceso de oxidación provocado por la presencia de estos en el aceite se acelera durante los meses de calor, por lo que no se recomienda su consumo en verano.
El aceite sin filtrar se usa crudo o como mucho para cocinar a bajas temperaturas, nunca para la fritura a altas temperaturas.

### Características adicionales
Algunas fuentes señalan que el aceite de oliva sin filtrar puede contener una mayor concentración de polifenoles al retener parte del agua vegetal no eliminada durante el filtrado, lo que contribuye a su carácter más intenso en sabor y aroma. Sin embargo, estas mismas partículas en suspensión favorecen una oxidación más rápida, por lo que requiere mayores cuidados de conservación (protegerlo de la luz, el calor y el oxígeno).
La calificación de «virgen extra» depende de la acidez (≤ 0,8 grados) y no del filtrado; por ello, puede existir tanto aceite de oliva virgen extra sin filtrar como filtrado. Además, si el aceite presenta un color verde intenso y turbio, suele indicar que ha sido extraído recientemente y no se ha filtrado, lo que explica por qué a veces se le denomina «aceite verde».

### Uso culinario y conservación
El aceite sin filtrar se emplea sobre todo en crudo, para aliños o platos fríos, aprovechando su sabor y aroma más intensos. No se recomienda para frituras a alta temperatura, ya que las partículas sólidas en suspensión pueden quemarse y degradar el aceite. Para conservarlo adecuadamente, se aconseja mantenerlo en recipientes opacos, bien cerrados y en un lugar fresco, evitando el calor y la luz directa.